# Вермиллион (округ)
Верми́ллион (англ. Vermillion County) — округ в штате Индиана, США. Официально образован 1 февраля 1824 года. По состоянию на 2010 год, численность населения составляла 16 212 человека.

## География
По данным Бюро переписи США, общая площадь округа равняется 673,219 км2, из которых 665,320 км2 суша и 7,900 км2 или 1,170 % это водоёмы.

## Население
По данным переписи населения 2000 года в округе проживает 16 788 жителей в составе 6 762 домашних хозяйств и 4 713 семьи. Плотность населения составляет 25,00 человек на км2. На территории округа насчитывается 7 405 жилых строений, при плотности застройки около 11,00-ти строений на км2. Расовый состав населения: белые — 98,39 %, афроамериканцы — 0,26 %, коренные американцы (индейцы) — 0,24 %, азиаты — 0,12 %, гавайцы — 0,02 %, представители других рас — 0,16 %, представители двух или более рас — 0,80 %. Испаноязычные составляли 0,64 % населения независимо от расы.
В составе 30,80 % из общего числа домашних хозяйств проживают дети в возрасте до 18 лет, 57,30 % домашних хозяйств представляют собой супружеские пары проживающие вместе, 9,00 % домашних хозяйств представляют собой одиноких женщин без супруга, 30,30 % домашних хозяйств не имеют отношения к семьям, 26,60 % домашних хозяйств состоят из одного человека, 12,90 % домашних хозяйств состоят из престарелых (65 лет и старше), проживающих в одиночестве. Средний размер домашнего хозяйства составляет 2,44 человека, и средний размер семьи 2,94 человека.
Возрастной состав округа: 23,80 % моложе 18 лет, 8,10 % от 18 до 24, 27,50 % от 25 до 44, 24,90 % от 45 до 64 и 15,80 % от 65 и старше. Средний возраст жителя округа 39 лет. На каждые 100 женщин приходится 95,00 мужчин. На каждые 100 женщин старше 18 лет приходится 92,00 мужчин.
Средний доход на домохозяйство в округе составлял 34 837 USD, на семью — 41 809 USD. Среднестатистический заработок мужчины был 32 279 USD против 22 647 USD для женщины. Доход на душу населения составлял 18 579 USD. Около 10,40 % семей и 12,60 % общего населения находились ниже черты бедности, в том числе — 0,00 % молодежи (тех, кому ещё не исполнилось 18 лет) и 0,00 % тех, кому было уже больше 65 лет.